# Karl Wilhelm Nessler
Karl Wilhelm Nessler (* 26. September 1830 in Durstel; † 23. Januar 1904 in Berlin) war evangelischer Pfarrer und Mitglied des Deutschen Reichstags.

## Leben
Nessler studierte ab 1850 Evangelische Theologie und Philologie in Straßburg und Paris. Während seines Studiums wurde er 1855 Mitglied der Schwarzburgbund-Verbindung Wilhelmitana Straßburg. 1856 wurde er aufgrund einer Dissertation über Johann Heinrich Jung-Stilling in Straßburg zum Dr. theol. promoviert. 1857 heiratete er Amalie Kampmann.
Bis 1872 war er Pfarrer im Elsass und dann Prediger an der französisch-reformierten Gemeinde in Berlin.
Von 1879 bis 1882 war er Mitglied des Preußischen Abgeordnetenhauses und von 1880 bis 1884 des Deutschen Reichstags für den Wahlkreis Regierungsbezirk Potsdam 7 (Potsdam, Osthavelland) und die Deutsche Fortschrittspartei. Nessler war zudem Mitglied der Berliner Freimaurerloge Zur Eintracht und von 1880 bis zu seinem Tode 1904 deren Meister vom Stuhl.